# Aeromancia

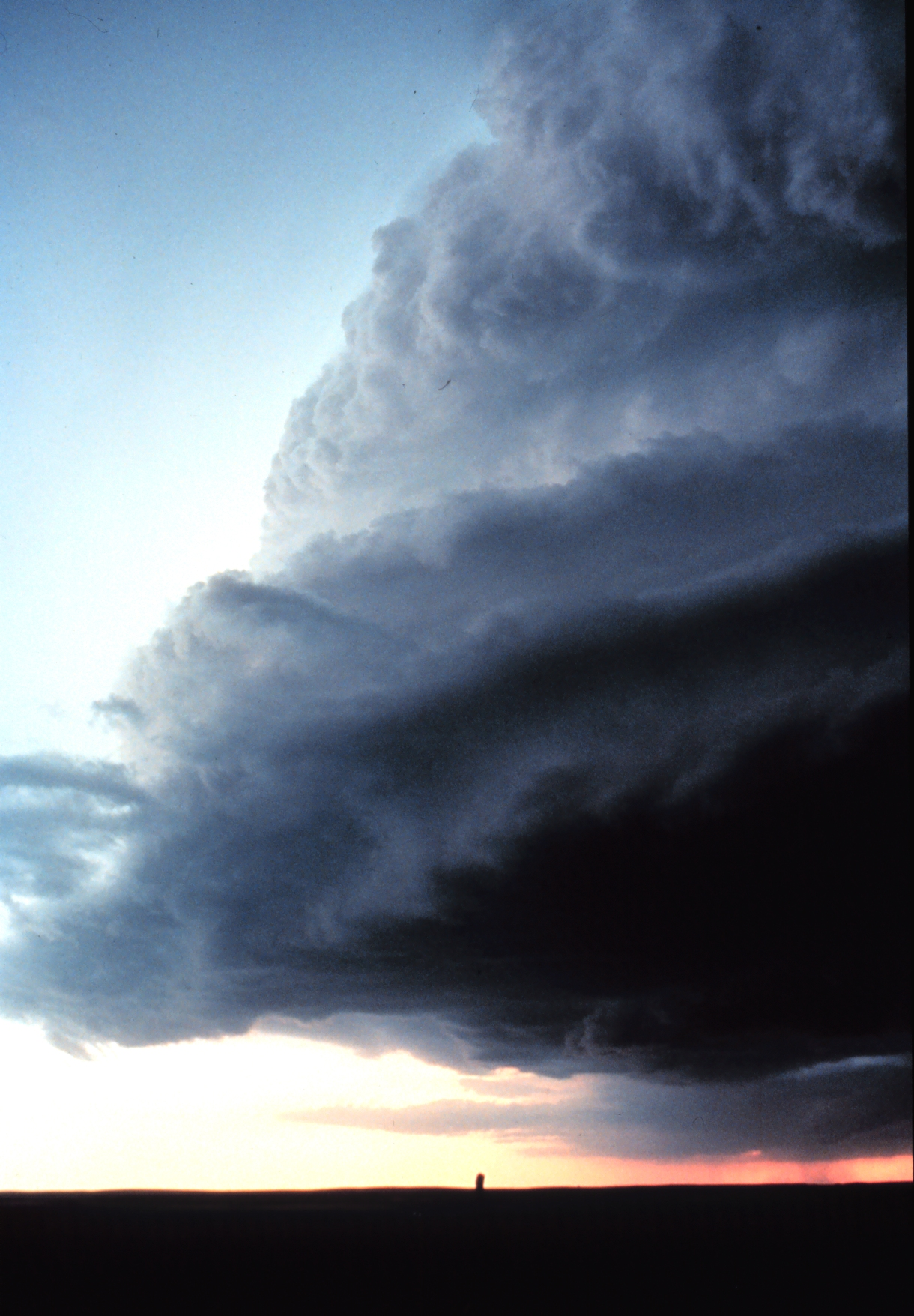
Observando nubes.

La aeromancia es un acto adivinatorio que se lleva a efecto mediante la interpretación de formaciones vaporosas más o menos concretas en el aire, bien observando las nubes o elementos parecidos. Fue un tipo de mancia muy extendida entre los pueblos primitivos. Parece que las formas inconcretas inducen al vidente significados psíquicos concretos que el vidente traduce a exactos. 
Otra explicación puede ser que el mismo vidente intervenga, mediante un proceso inconsciente de psicoquinesia, en la formación de las figuras para que se adapten en mayor medida al propio mensaje adivinatorio que él ya posee de manera espontánea.
La aeromancia es el arte de adivinar mediante la interpretación de los fenómenos atmosféricos.
Se observa el viento, las nubes o elementos similares, incluyendo los rayos, truenos, etc., o la posición favorable o desfavorable de los planetas. 
Es uno de los métodos más antiguos.
Generalmente, dentro de estos fenómenos, se refiere a la observación de formaciones vaporosas en el aire, que dan al vidente unos significados que esta persona interpreta como exactos.
Además de la interpretación que haga el vidente o consultante, también se cree que esta misma persona interviene en la formación de las figuras para que se adapten al mensaje adivinatorio que el ya posee de antemano, siendo esta intervención por supuesto de manera inconsciente, en forma de psicoquinesia. 
Esta remota mancia o técnica de adivinación es milenaria y nació a raíz de observar la repetición de estos fenómenos atmosféricos en la vida diaria. Se basa en la forma de las nubes, en su dirección y densidad, así como cualquier otra característica que se salga de lo habitual. 